# میلود هدفی
میلود هدفی (عربی: ميلود هدفي؛ ۱۲ مارس ۱۹۴۹ – ۶ ژوئن ۱۹۹۴) بازیکن و مربی فوتبال اهل الجزایر بود.
از باشگاه‌هایی که در آن بازی کرده‌است می‌توان به باشگاه فوتبال مولودیه وهران اشاره کرد.
وی همچنین در تیم ملی فوتبال الجزایر بازی کرده‌است.
وی در مسابقات کشوری و بین‌المللی در مجموع برندهٔ ۱ مدال طلا شده‌است.